# Jacqueline Auriol
Jacqueline Marie-Thérèse Suzanne Auriol-Douet (n. 5 noiembrie 1917, Challans, Pays de la Loire, Franța – d. 11 februarie 2000, Paris, Île-de-France, Franța) a fost o aviatoare franceză, prima femeie pilot de probă.